# Circonscription de Tis Abay
La circonscription de Tis Abay est une des 135 circonscriptions législatives de l'État fédéré Amhara, elle se situe dans la Zone Ouest Godjam. Son représentant actuel est Zenebu Tadese Weldetsadiq.